# Malberg (Eifel)
Pour les articles homonymes, voir Malberg.
Malberg est une municipalité allemande située dans le land de Rhénanie-Palatinat et l'arrondissement d'Eifel-Bitburg-Prüm.

## Toponymie
Le nom de la commune apparaît déjà en 893 sous la forme Maleberhc.
La première syllabe vient du mot de l'ancien allemand mahal qui signifie un lieu où l'on se rassemble pour manger.

## Histoire

### Histoire du château
Les premiers seigneurs de Malberg sont évoqués en 1008.
Le château fut détruit par ordre impérial, avec interdiction de le reconstruire. Cependant, il fut tout de même rebâti en 1224.
Les seigneurs de Fénétrange entrèrent en possession du nouveau château, puis les comtes von Manderscheid-Schleiden. Ce sont sans doute eux qui, vers 1580, ont construit la partie ancienne du château, tel qu'on peut la voir aujourd'hui.
Cornelius Veyder (° vers 1575 - † après 1634), fils de Laurentius (Lorenz) Veyder, juge des nobles du comté de Vianden, devint officier de la seigneurie de Malberg au service de Florimond d'Ardres, baron de Malberg. Plus tard, il fit l'acquisition de la seigneurie de Malberg dont il devint amodiateur. 
Son fils aîné Johann Heinrich Veyder (° 1606 - † 1671) hérita de Malberg, tandis que le frère cadet de ce dernier, Johann Christoph († 1697), devint seigneur de Bickendorf. 
La famille Veyder, luxembourgeoise, reçut le titre de baron du Saint-Empire en 1732. Elle devint la famille von Veyder, puis von Veyder-Malberg. Elle s'allia, entre autres, aux familles von Breiten-Landenberg, Forget de Barst, von Hierschen, Joutz, de Montigny, de Neufforge, du Sartz de Vigneulles, de Stassin, von Wallenburg, et devint puissante. 
Johann Werner von Veyder (° 2 décembre 1657 - † 30 octobre 1723), fils de Johann Heinrich Veyder, évêque auxiliaire et vicaire général de l'archevêché de Cologne, était riche et renommé. Il transforma le château en un bâtiment de style baroque vers 1710.
Par la suite, la branche des seigneurs de Malberg eut quelques difficultés d'ordre économique. En 1815, il ne restait à Karl von Veyder-Malberg (° 1767 - † 1834) que le château, les jardins et quelques forêts de ses anciennes possessions.
Ernestine von Veyder-Malberg (° 1799 - † 1844) épousa en 1823 Franz Gerhard Schmitz. Par cette union permettant une stabilité financière à la famille, le château entra en possession de la famille Schmitz.
À partir de 1989, c'est la commune fusionnée de Kyllburg qui devint propriétaire du château. 
Aujourd'hui, il appartient à la commune fusionnée de Bitburg-Land et il est devenu un lieu touristique.

## Personnalités liées à la commune
- Gerhard von Malberg (°  vers 1200 - † 26 novembre 1246), sixième grand maître de l'ordre Teutonique (1240 - 1244)[8], fils d'Agnes von Malberg.
- Henri II de Fénétrange († 26 avril 1286), archevêque de Trèves, est né au château de Malberg.
- François-Charles, baron von Veyder-Malberg (° 28 mai 1775 - † 10 avril 1830), Generalmajor autrichien, est également né au château de Malberg.